# Second Life Syndrome
Second Life Syndrome es el segundo álbum de la banda polaca de metal progresivo Riverside, que salió a la venta el 8 de noviembre de 2005. Es el primer álbum de la banda en ser publicado a través del sello InsideOut Music, y continúa con la trilogía comenzada con Out of Myself, Reality Dream. Second Life Syndrome está más orientado hacia el metal progresivo que su antecesor, con un corte más agresivo y dentro del metal progresivo, al contrario que Out of Myself, más suave y cercano al rock progresivo.

## Lista de canciones
1. "After" – 3:31
2. "Volte-Face" – 8:40
3. "Conceiving You" – 3:40
4. "Second Life Syndrome" – 15:40
5. "Artificial Smile" – 5:27
6. "I Turned You Down" – 4:34
7. "Reality Dream III" – 5:01
8. "Dance With The Shadow" – 11:38
9. "Before" – 5:23

- Datos: Q1894542